# Leopold Guggenberger
Leopold Guggenberger (* 8. September 1918 in Tulbing, Niederösterreich; † 22. Februar 2017 in Klagenfurt am Wörthersee, Kärnten) war ein österreichischer Politiker der ÖVP und ehemaliger Bürgermeister der Landeshauptstadt Klagenfurt am Wörthersee.

## Leben
Leopold Guggenberger wurde 1918 in Tulbing westlich von Wien als Sohn von Leopold Guggenberger sen. und Maria geb. Poriska geboren. Seinen aus dem Kärntner Lesachtal stammenden Vater, der am 18. April 1918 während des Ersten Weltkriegs als Pilot an der Piave-Front abgeschossen wurde, lernte er nie kennen. Nach der Volksschule besuchte er das Schottengymnasium in Wien und maturierte 1936. Von 1932 bis zum Anschluss Österreichs 1938 war er Mitglied im Reichsbund der Katholisch-deutschen Jugend Österreichs. Danach studierte er an der Universität Wien Rechtswissenschaften und schloss sein Studium 1941 mit der Referendarprüfung ab. Er wurde während seines Studiums 1936 Mitglied der katholischen Studentenverbindung K.Ö.St.V. Rudolfina zu Wien im ÖCV und zudem  1972 Ehrenmitglied der K.Ö.a.V. Carinthia zu Klagenfurt ebenfalls im ÖCV. 1968 wurde er Ehrenphilister der Gothia Althofen,  am 7. Februar 1997 der Babenberg Klagenfurt, Gral Klagenfurt und der Karantania Klagenfurt, alle im MKV.
Nach dem Studium wurde er Referendar und Assessor beim Oberlandesgericht Wien. Während des Zweiten Weltkriegs wurde er auf verschiedenen Kriegsschauplätzen eingesetzt. Nach Kriegsende gelangte er nach Kärnten und wurde 1945 Landesbeamter der Sicherheitsdirektion für Kärnten, im selben Jahr auch Mitglied des ÖAAB. 1946 wurde er Vorsitzender der Gewerkschaft der Öffentlich Bediensteten im Landesvorstand Kärnten und von 1949 bis 1963 bekleidete er das Amt des Obmannstellvertreters der Personalvertreter beim Amt der Kärntner Landesregierung. 
1952 wechselte er von der Sicherheitsdirektion in die Gewerbeabteilung des Amtes der Kärntner Landesregierung und 1963 in die Verkehrsabteilung, wurde zugleich Bezirksgruppenobmann des ÖAAB für den Bezirk Klagenfurt-Stadt und erhielt den Titel „Hofrat“.
1966 übersiedelte er nach Wien und war bis 1970 Abgeordneter der ÖVP im österreichischen Nationalrat. 1970 zog es ihn wieder nach Kärnten und er war bis 1979 Abgeordneter zum Kärntner Landtag, bis 1997 auch Mitglied des Stadtparteiausschusses der ÖVP Klagenfurt.
Bei der Gemeinderats- und Bürgermeisterwahl 1973 wurde er zum Bürgermeister der Landeshauptstadt Klagenfurt gewählt. In seiner Amtszeit kam es zum Ausbau der Schulen und Kindergärten, des Baus der Autobahnumfahrung von Klagenfurt und der Neuen Stadtgalerie. Klagenfurt erhielt 1986 den Europapreis und es wurden Städtepartnerschaften mit Czernowitz, Dachau, Duschanbe, Nazareth-Illit, Rzeszów, Sibiu, Tarragona und Zalaegerszeg geschlossen. Bei der ersten Bürgermeister-Direktwahl im Jahre 1991 wurde Guggenberger in der Stichwahl mit 52,7 % der Stimmen neuerlich zum Bürgermeister gewählt. 1996 wurde er zum Ehrenobmann der ÖVP Klagenfurt/Stadt ernannt. 1997 verzichtete er auf eine erneute Kandidatur. Guggenbergers Nachfolger wurde sein Parteikollege Harald Scheucher. Mit seiner 25-jährigen Amtszeit war Leopold Guggenberger seit der ersten annähernd „modernen“ Wahl eines Klagenfurter Bürgermeisters im Jahre 1850 das am längsten regierende Stadtoberhaupt der Landeshauptstadt (ansonsten gebührt dieser Titel dem 1822 bis 1850 regierenden Josef Truck). Den Klagenfurter Bürgern ist er unter dem Spitznamen „Guggi“ bekannt.
Leopold Guggenberger lebte mit seiner zweiten Frau Irmgard geb. Riegler in Klagenfurt. Mit seiner ersten Frau Elisabeth geb. Havers, die 1979 bei einem Autounfall ums Leben kam, hatte er acht Kinder.

## Auszeichnungen
- 1988: Großes Silbernes Ehrenzeichen für Verdienste um die Republik Österreich[5]
- 1993: Großes Goldenes Ehrenzeichen für Verdienste um die Republik Österreich[5]
- 1997: Ehrenbürger von Klagenfurt am Wörthersee
- Ehrenbürgerschaft von Dachau